# Classe King Edward VII
A Classe King Edward VII foi uma classe de couraçados pré-dreadnought operada pela Marinha Real Britânica, composta pelo HMS Commonwealth, HMS King Edward VII, HMS Dominion, HMS Hindustan, HMS New Zealand,  HMS Britannia, HMS Africa e HMS Hibernia. Suas construções começaram entre 1902 e 1904, foram lançados ao mar entre 1903 e 1905 e comissionados entre 1905 e 1907. Seu projeto foi uma resposta a couraçados estrangeiros sendo construídos com armamentos secundários muito mais poderosos, com os navio sendo armados com canhões secundários de 234 milímetros, muito maiores que as armas de 152 milímetros usadas anteriormente.
Os couraçados da Classe King Edward VII eram armados com uma bateria principal composta por quatro canhões de 305 milímetros montados em duas torres de artilharia duplas. Tinham um comprimento de fora a fora de 138 metros, boca 23 metros, calado de oito metros e um deslocamento carregado de mais de dezessete mil toneladas. Seus sistemas de propulsão eram compostos por dezesseis caldeiras que alimentavam dois motores de tripla-expansão, que por sua vez giravam duas hélices até uma velocidade máxima de dezoito nós (33 quilômetros por hora). Os navios também eram protegidos por um cinturão de blindagem que tinha uma espessura máxima de 229 milímetros.
Os navios começaram suas carreiras atuando na Frota do Atlântico. Foram transferidos em 1907 para a Frota do Canal e depois para a Frota Doméstica. Todos foram enviados para o Mar Mediterrâneo em 1912 durante a Primeira Guerra Balcânica. A Primeira Guerra Mundial começou em meados de 1914 e eles operaram junto com a Grande Frota, porém nunca entraram em ação. O King Edward VII afundou em janeiro de 1916 depois de bater em uma mina. Eles foram dispersados ainda no mesmo ano. O Britannia afundou depois de ser torpedeado em novembro de 1918, dias antes do fim da guerra. Os sobreviventes foram descomissionados e desmontados na década de 1920.